# كأس ديفيز 1972
كأس ديفيز 1972 هو الموسم 61 من  كأس ديفيز. فاز فيه منتخب الولايات المتحدة لكأس ديفيز.